# Từ Hán-Việt
Từ Hán Việt là những từ và ngữ tố tiếng Việt bắt nguồn từ tiếng Hán và những từ tiếng Việt được người nói tiếng Việt tạo ra bằng cách ghép các từ và/hoặc ngữ tố tiếng Việt gốc Hán lại với nhau. Từ Hán Việt là một bộ phận không nhỏ của tiếng Việt, có vai trò quan trọng và không thể tách rời hay xóa bỏ khỏi tiếng Việt.

## Lịch sử
Với sự giao lưu trên nhiều bình diện văn hóa, kinh tế và chiến tranh giữa các dân tộc ở Trung Quốc, Đông Á và Đông Nam Á, chữ Hán được du nhập và phổ biến rộng rãi, không những trong phạm vi người Hán mà được một số dân tộc lân bang đã chấp nhận chữ Hán làm văn tự của chính họ, trong số đó có người Việt, người Triều Tiên, và người Nhật. Ba dân tộc trên nói ba thứ tiếng khác nhau mà cũng không thuộc họ ngôn ngữ với tiếng Hán nhưng đã mượn chữ Hán một cách quy mô.
Đối với người Việt sau 1000 năm Bắc thuộc, văn hóa Hán xâm nhập và chi phối sinh hoạt xã hội người Việt khá sâu đậm. Về mặt ngôn ngữ, tuy người Việt vẫn nói tiếng Việt nhưng tiếng Hán, nhất là trong những phạm vi triết học, chính trị, và kỹ thuật được người Việt vay mượn rất nhiều.

### Trước thời Bắc thuộc
Lúc này tạm thời chưa có chữ viết, hoặc có thể đã có chữ viết nhưng bị người Hoa xóa sổ.

### Thời Bắc thuộc
Khi Giao Chỉ bị nhà Hán chinh phục thì tiếng Hán cũng theo chân quan lại nhà Hán sang Giao Chỉ. Từ đó, người Việt được tiếp xúc trực tiếp với tiếng Hán, trực tiếp vay mượn từ ngữ của tiếng Hán.

### Sau thời Bắc thuộc
Đầu thế kỷ X, Việt Nam trở thành một quốc gia độc lập. Mất đi sự hiện diện trực tiếp của lớp người Hán thống trị, từ và âm Hán Việt từ đó bị cách ly khỏi dòng chính của tiếng Hán và đi theo một hướng riêng của tiếng Việt. Phần lớn kho từ vựng Hán Việt ngày nay được định hóa thuộc giai đoạn thứ hai này.
Từ Hán Việt đã góp phần làm phong phú vốn từ của tiếng Việt, phần thì bổ túc cho những từ ngữ không có trong tiếng Việt, ngoài ra gia tăng ngữ nghĩa thêm tinh tế cho dù có sẵn những chữ thuần Việt song hành. Nhu cầu dùng từ Hán Việt càng tăng cao trong thế kỷ XX, khi người Việt dùng chữ Quốc ngữ (chữ Latin) mà không muốn mất đi vốn từ vựng chữ Hán đã quen dùng trước đó, mà cách dễ nhất là dùng chữ Quốc ngữ để phiên âm các từ được viết bằng chữ Hán. Ngày nay, khi muốn sử dụng một thuật ngữ mới, người ta đều có xu hướng dùng từ Hán Việt như: "lập trình", "vi mạch", "cộng hòa", "Wiki hóa", v.v.
Ngoài ra, còn có các từ gốc Hán được tiếp nhận bằng con đường khẩu ngữ với phát âm của một phương ngữ nào đó của tiếng Hán hiện đại: ca la thầu, mì chính, quẩy, hủ tiếu, v.v. Những từ này là từ mượn và thường không được xem là từ Hán Việt.

## Phân loại từ và âm Hán Việt
| Tiếng Hán (thượng cổ > trung cổ) | Từ Hán Việt cổ | Từ Hán Việt |
| -------------------------------- | -------------- | ----------- |
| 味 *mjəts > mjɨjH                | mùi            | vị          |
| 本 *pənʔ > pwonX                 | vốn            | bản         |
| 役 *wjek > ywek                  | việc           | dịch        |
| 帽 *muks > mawH                  | mũ             | mão         |
| 鞋 *gre > hɛ                     | giày           | hài         |
| 嫁 *kras > kæH                   | gả             | giá         |
| 婦 *bjəʔ > bjuwX                 | vợ             | phụ         |
| 跪 *gjojʔ > gjweX                | cúi            | quỳ         |
| 禮 *rijʔ > lejX                  | lạy            | lễ          |
| 法 *pjap > pjop                  | phép           | pháp        |

| Từ gốc        | Pinyin              | Chữ Hán chính thể | Hán Việt                   | Đang dùng trong tiếng Việt hiện tại |
| ------------- | ------------------- | ----------------- | -------------------------- | ----------------------------------- |
| Australia     | Ào dà lì yǎ         | 澳大利亞          | Úc Đại Lợi Á               | Úc (澳)                             |
| Austria       | Ào dì lì            | 奧地利            | Áo Địa Lợi                 | Áo (奧)                             |
| Czechslovakia | Jié kè sī luò fá kè | 捷克斯洛伐克      | Tiệp Khắc Tư Lạc Phạt Khắc | Tiệp Khắc (捷克)                    |
| France        | Fǎ lán xī           | 法蘭西            | Pháp Lan Tây               | Pháp (法)                           |
| Italy         | Yì dà lì            | 意大利            | Ý Đại Lợi                  | Ý (意)                              |
| England       | Yīng gé lán         | 英格蘭            | Anh Cách Lan               | Anh (英)                            |
| America       | Yà měi lì jiā       | 亞美利加          | Á Mỹ Lợi Gia               | Mỹ (美)                             |
| (E)spaña      | Xī bān yá           | 西班牙            | Tây Ban Nha                | Tây Ban Nha (西班牙)                |
| Club          | Jù lè bù            | 俱樂部            | Câu lạc bộ                 | Câu lạc bộ (俱樂部)                 |

Các nhà ngôn ngữ học Việt Nam thường chia từ và âm Hán Việt thành ba loại dựa theo thời điểm hình thành trong tiếng Việt là từ/âm Hán Việt cổ, từ/âm Hán Việt và từ/âm Hán Việt Việt hoá. Cách phân loại này bắt nguồn từ cách phân loại từ Hán Việt của nhà ngôn ngữ học người Trung Quốc Vương Lực (王力). Cách phân loại từ Hán Việt của Vương Lực được giới nghiên cứu ngôn ngữ biết đến lần đầu vào năm 1948 qua một bài viết dài 128 trang của Vương Lực có tiêu đề là "Hán Việt ngữ nghiên cứu" 漢越語研究 đăng trên "Lĩnh Nam học báo" (嶺南學報, tập san học thuật của Khoa Trung văn Đại học Lĩnh Nam, Hương Cảng) tập 9, kỳ 1. Trong bài viết này Vương Lực chia từ ngữ tiếng Việt thành hai loại dựa theo nguồn gốc của chúng là tiếng Việt (nguyên văn: 越語 Việt ngữ) và tiếng Hán Việt (漢越語 Hán Việt ngữ). Dựa theo thời điểm hình thành trong tiếng Việt Vương Lực chia tiếng Hán Việt thành ba loại là tiếng Hán Việt cổ (古漢越語 cổ Hán Việt ngữ), tiếng Hán Việt (漢越語 Hán Việt ngữ) và Hán ngữ Việt hoá (漢語越化). Cách phân loại của Vương Lực được hầu hết các nhà ngôn ngữ học Việt Nam tán thành và tiếp nhận, chỉ điều chỉnh lại tên gọi các loại. Tiếng Việt, một trong ba loại tiếng Việt, được đổi thành từ thuần Việt, tiếng Hán Việt cổ, tiếng Hán Việt (một trong ba loại tiếng Hán Việt) và Hán ngữ Việt hoá được đổi thành từ Hán Việt cổ, từ Hán Việt, từ Hán Việt Việt hoá.
Cách đặt tên loại của Vương Lực có phần bất hợp lý khi trong tiếng Việt lại có một loại gọi là tiếng Việt, trong tiếng Hán Việt lại có một loại gọi là tiếng Hán Việt. Việc đổi tên tiếng Việt và tiếng Hán Việt thành từ thuần Việt và từ Hán Việt của các nhà ngôn ngữ học Việt Nam giữ nguyên sự bất hợp lý này.
Vương Lực gọi những từ tiếng Việt có chung nguồn gốc với các ngôn ngữ thuộc ngữ chi Thái và ngữ tộc Môn – Khơ–me và các từ chưa rõ nguồn gốc là "tiếng Việt" (tương ứng với khái niệm từ thuần Việt được giới ngôn ngữ học Việt Nam sử dụng). Từ nào tiếng Việt vay mượn từ tiếng Thái nguyên thủy mà tiếng Thái nguyên thủy mượn từ tiếng Hán thì được tính là tiếng Hán Việt, không tính là tiếng Việt (từ thuần Việt). Cũng giống như "tiếng Việt" của Vương Lực, "từ thuần Việt" dù được định nghĩa như thế nào cũng vẫn luôn được dùng để chỉ cả các từ tiếng Việt chưa rõ nguồn gốc. Tại Việt Nam tên gọi "từ thuần Việt" thường bị sử dụng tuỳ tiện, người ta có thể gán cho bất cứ từ tiếng Việt nào họ nghĩ rằng đó là từ đó là từ do người Việt tự nghĩ ra, không vay mượn từ bất cứ ngôn ngữ nào là "từ thuần Việt" mà không hề dựa trên bất cứ nghiên cứu nào về từ nguyên của những từ được cho là "thuần Việt" ấy. Hầu hết những từ được người Việt gọi là từ thuần Việt là những từ chưa rõ nguồn gốc, trong những từ được gọi là "từ thuần Việt" luôn có cả những từ Hán Việt mà người ta không biết nó là từ Hán Việt.

Từ/âm Hán Việt cổ là những từ tiếng Hán được tiếng Việt thu nhận trước thời Đường thông qua giao tiếp bằng lời nói. Hầu hết từ/âm Hán Việt cổ bắt nguồn từ tiếng Hán thời nhà Hán. Phần lớn quãng thời gian từ cuối thời nhà Hán đến trước thời Đường, Giao Chỉ trong tình trạng độc lập hoặc quan lại địa phương cát cứ, việc tiếp xúc với tiếng Hán bị giảm thiểu so với trước. Cho đến trước thời Đường, ngay cả khi nhà Hán sụp đổ đã lâu người Việt ở Giao Chỉ vẫn đọc chữ Hán bằng âm Hán Việt cổ bắt nguồn từ tiếng Hán thời nhà Hán. Một số ví dụ về từ Hán Việt cổ:

Một câu được viết bằng chữ Nôm, trong đó, chữ thuần Việt có màu nâu, còn chữ Hán-Việt có màu xanh lá. Chữ thuần Việt trong câu này được dịch lần lượt thành tiếng Trung Quốc, tiếng Hàn Quốc và tiếng Nhật

- Tươi: âm Hán Việt cổ của chữ "鮮", âm Hán Việt là "tiên".[12].
- Kim, ghim: âm Hán Việt cổ của chữ "針", âm Hán Việt là "châm".[13].
- "Bố" trong "bố mẹ": âm Hán Việt cổ của chữ "父", âm Hán Việt là "phụ".[14]
- Xưa: âm Hán Việt cổ của chữ "初", âm Hán Việt là "sơ".[15]
- "Cải" trong "dưa cải": âm Hán Việt cổ của chữ "芥", âm Hán Việt là "giới".[16]
- Búa: âm Hán Việt cổ của chữ "斧", âm Hán Việt là "phủ".[13]
- Khéo: âm Hán Việt cổ của chữ "巧", âm Hán Việt là "xảo".[17]
- Buồn: âm Hán Việt cổ của chữ "煩", âm Hán Việt là "phiền".[14]
- "Cả" trong "giá cả": âm Hán Việt cổ của chữ "價", âm Hán Việt là "giá".[17]
- "Kén" trong "kén chọn": âm Hán Việt cổ chữ "揀", âm Hán Việt là "giản".[18]
- "Dua" trong "a dua": âm Hán Việt cổ của chữ "諛", âm Hán Việt là "du".[13]
- Chè: âm Hán Việt cổ của chữ "茶", âm Hán Việt là "trà".[19]
- Mùi: âm Hán Việt cổ của chữ "味", âm Hán Việt là "vị".[19]
- Thước: âm Hán Việt cổ của chữ "尺", âm Hán Việt là "xích".[20]
- Keo: âm Hán Việt cổ của chữ "膠", âm Hán Việt là "giao".[21]
- Đũa: âm Hán Việt cổ của chữ "箸", âm Hán Việt là "trợ".[22]

Từ/âm Hán Việt, một trong ba loại từ/âm Hán Việt, là những từ/âm tiếng Hán được tiếng Việt tiếp nhận trong giai đoạn từ thời nhà Đường cho đến đầu thế kỷ thứ mười khi Việt Nam trở thành một quốc gia độc lập, ví dụ như "lịch sử" 歷史, "gia đình" 家庭, "tự nhiên" 自然, "đức cao vọng trọng" 德高望重, "vân vân" 云云. Từ/âm Hán Việt (một trong ba loại từ/âm Hán Việt) chủ yếu bắt nguồn từ tiếng Hán thời nhà Đường. Nhà Đường đẩy mạnh việc dạy học và sử dụng tiếng Hán ở An Nam, yêu cầu người Việt không được đọc chữ Hán bằng âm Hán Việt cổ bắt nguồn từ tiếng Hán thời nhà Hán nữa mà phải đọc bằng tiếng Hán đương thời. Điều đó làm cho tiếng Việt lúc này có hai loại từ Hán Việt là từ Hán Việt cổ bắt nguồn từ tiếng Hán trước thời Đường và từ Hán Việt bắt nguồn từ tiếng Hán đương thời. Khi người Việt hoàn toàn chuyển sang đọc chữ Hán bằng âm Hán Việt, không đọc bằng âm Hán Việt cổ nữa, âm Hán Việt trở thành cách đọc tiêu chuẩn của chữ Hán, người Việt không còn nhận ra từ Hán Việt cổ là những từ bắt nguồn từ tiếng Hán, chúng được cho là tiếng Việt, chỉ có những từ vay mượn từ tiếng Hán thời nhà Đường mới là từ tiếng Hán. Vì âm Hán Việt (một trong ba loại âm Hán Việt) là một hệ thống hoàn chỉnh, về mặt lý thuyết mọi chữ Hán đều có âm Hán Việt và âm Hán Việt là cách đọc tiêu chuẩn của chữ Hán nên trong ba loại từ Hán Việt từ Hán Việt là loại từ Hán Việt người Việt dễ nhận ra nhất.
Từ/âm Hán Việt Việt hoá là những từ Hán Việt không rõ thời điểm hình thành có quy luật biến đổi ngữ âm không hoàn toàn giống với từ Hán Việt cổ và từ Hán Việt (một trong ba loại từ Hán Việt). Trong ba loại từ Hán Việt, từ Hán Việt Việt hoá là loại khó nghiên cứu, khó phát hiện nhất. Rất khó phân biệt từ Hán Việt cổ và từ Hán Việt Việt hoá, việc tìm từ Hán Việt trong những từ tiếng Việt không phải là từ Hán Việt (một trong ba loại từ Hán Việt) đã khó, việc xác định xem chúng là từ Hán Việt cổ hay Hán Việt Việt hoá lại còn khó hơn nữa. Nhà ngôn ngữ học người Việt Nam Nguyễn Tài Cẩn cho rằng từ Hán Việt Việt hoá cũng bắt nguồn từ tiếng Hán thời Đường giống như từ Hán Việt (một trong ba loại từ Hán Việt), sau này vì ngữ âm của chúng biến đổi khác nhau mà phân hoá thành hai loại từ Hán Việt. Một số ví dụ về từ Hán Việt Việt hóa:
- Gương: âm Hán Việt Việt hoá của chữ "鏡", âm Hán Việt là "kính".[28]
- Về: âm Hán Việt Việt hoá của chữ "回", âm Hán Việt là "hồi".[29]
- "Goá" trong "goá bụa": âm Hán Việt Việt hoá của chữ "寡", âm Hán Việt là "quả".[28]
- "Vẹn" trong "trọn vẹn": âm Hán Việt Việt hoá của chữ "完", âm Hán Việt là "hoàn".[29]
- "Cầu" trong "cầu đường": âm Hán Việt Việt hoá của chữ "橋", âm Hán Việt là "kiều".[30]
- Vợ: âm Hán Việt Việt hoá của chữ "婦", âm Hán Việt là "phụ".[31]
- Giường: âm Hán Việt Việt hoá của chữ "床", âm Hán Việt là "sàng".[32]
- "Sức" trong "sức lực": âm Hán Việt Việt hoá của chữ "力", âm Hán Việt là "lực".[32]
- "Đền" trong "đền thờ": âm Hán Việt Việt hoá của chữ "殿", âm Hán Việt là "điện".[30]
- Cướp: âm Hán Việt Việt hoá của chữ "劫", âm Hán Việt là "kiếp".[33]
- "Giống" trong "hạt giống", "giống loài": âm Hán Việt Việt hoá của chữ "種", âm Hán Việt là "chủng" (chữ "種" có hai âm Hán Việt là "chủng" và "chúng", khi "種" có nghĩa là "giống" thì đọc là "chủng").[32]
- Trồng, giồng: âm Hán Việt Việt hoá của chữ "種", âm Hán Việt là "chúng" (chữ "種" có hai âm Hán Việt là "chủng" và "chúng", khi "種" có nghĩa là "trồng" thì đọc là "chúng").[34]
- Thuê: âm Hán Việt Việt hoá của chữ "稅", âm Hán Việt là "thuế".[34]

Mặc dù có thời điểm hình thành khác nhau song từ Hán Việt cổ và từ Hán Việt Việt hoá đều hoà nhập rất sâu vào trong tiếng Việt, rất khó phát hiện ra chúng là từ Hán Việt, hầu hết người Việt coi từ Hán Việt cổ và từ Hán Việt Việt hóa là từ thuần Việt, không phải từ Hán Việt. Từ Hán Việt cổ và từ Hán Việt Việt hoá là những từ ngữ thường dùng hằng ngày, nằm trong lớp từ vựng cơ bản của tiếng Việt. Khi nói chuyện về những chủ đề không mang tính học thuật người Việt có thể nói với nhau mà chỉ cần dùng rất ít, thậm chí không cần dùng bất cứ từ Hán Việt (một trong ba loại từ Hán Việt) nào nhưng từ Hán Việt cổ và Hán Việt Việt hoá thì không thể thiếu được. Người Việt không xem từ Hán Việt cổ và Hán Việt Việt hoá là tiếng Hán mà cho chúng là tiếng Việt, vì vậy sau khi chữ Nôm ra đời nhiều từ Hán Việt cổ và Hán ngữ Việt hoá không được người Việt ghi bằng chữ Hán gốc mà ghi bằng chữ Nôm.
Xét về tỷ lệ xuất hiện của ba loại từ Hán Việt trong những lời nói thường ngày của người Việt, từ Hán Việt, loại dễ phát hiện nhất lại chiếm tỷ lệ thấp nhất, hai loại khó phát hiện nhất là từ Hán Việt cổ và Hán Việt Việt hoá lại chiếm tỷ lệ cao nhất. Cũng vì chỉ có từ Hán Việt, một trong ba loại từ Hán Việt, được coi là từ Hán Việt, còn từ Hán Việt cổ và Hán Việt Việt hoá được coi là từ thuần Việt nên khi tính tỷ lệ từ Hán Việt trong tiếng Việt người ta thấy trong những lời nói thường ngày từ Hán Việt chiếm tỷ lệ rất thấp.

## Từ Hán Việt đồng âm
Tiếng Việt có nhiều từ đồng âm khác nghĩa, bộ phận từ Hán Việt trong tiếng Việt cũng không phải là ngoại lệ. Hiện tượng đồng âm trong từ Hán Việt khá phổ biến vì ngay trong tiếng Hán đã có nhiều chữ đồng âm. Ví dụ: 
- Chữ "phi" 飛 có nghĩa là "bay" đồng âm với chữ "phi" 非 có nghĩa là "không, không phải".
- Chữ "lưu" 流 có nghĩa "trôi chảy" (trong từ 流程 lưu trình), chữ "lưu" 留 có nghĩa "ở lại" (trong từ 留學生 lưu học sinh).

Tuy nhiên, có một số chữ trong tiếng Hán là đồng âm nhưng lại có âm Hán Việt khác nhau. "Đồng âm" ở đây có thể là đồng âm từ thời điểm chúng được tiếng Việt vay mượn cho đến hiện tại hoặc hiện tại thì đồng âm nhưng ở thời điểm được tiếng Việt vay mượn thì chúng lại khác âm hoặc ở thời điểm được tiếng Việt vay mượn thì đồng âm nhưng nay lại khác âm, đồng âm trong tất cả các phương ngữ của tiếng Hán hoặc chỉ đồng âm trong một số phương ngữ của tiếng Hán, còn các phương ngữ khác thì không. Ví dụ như chữ "ngư" 魚 có nghĩa "con cá" và chữ "dư" 餘 có nghĩa là "thừa" trong tiếng phổ thông Trung Quốc là hai chữ đồng âm, chúng cùng được đọc là "yú" (âm đọc được ghi bằng bính âm).

## Từ Hán Việt có ý nghĩa khác so với trong tiếng Hán
Có một số từ Hán Việt mang ý nghĩa đối với người Việt khác với tiếng Hán chính thống. Ví dụ như ngày nay trong tiếng Trung Quốc từ "bác sĩ" (chữ Hán: 博士) thường dùng để chỉ học vị "tiến sĩ", còn bác sĩ được gọi là "y sinh" (Hán văn phồn thể: 醫生, Hán văn giản thể: 医生) hoặc "đại phu" (Hán văn: 大夫, thường dùng trong khẩu ngữ).
Bên cạnh đó. còn tồn tại vài trường hợp thiếu nhất quán trong phiên âm Hán Việt, như các trường hợp một chữ Hán có 1 âm Quan thoại nhưng có thể có 2 âm Hán Việt khác nhau được ghi chú trong cùng một từ/tự điển, ví dụ từ 使, bính âm quan thoại đọc là shǐ, phiên âm Hán Việt có lúc đọc là "sứ" (大使館 – đại sứ quán), có lúc đọc "sử" (使用 – sử dụng), còn có nhiều trường hợp mỗi sách ghi một âm Hán Việt khác nhau (xem bài phiên âm Hán Việt).

## Từ Hán Việt trong mối tương quan của tiếng Việt, tiếng Hán, và các ngôn ngữ có vay mượn tiếng Hán khác
Không chỉ Việt Nam, các nước lân cận quốc gia Trung Quốc cũng chịu nhiều ảnh hưởng và giao lưu với ngôn ngữ Trung Quốc, có thể kể đến như Hàn Quốc hay Nhật Bản. Hình dung sự tiến hóa của các giống linh trưởng từ một nguồn cội chung đến khi có sự khác biệt đáng kể như ngày nay để thấy ngôn ngữ dù có xuất phát từ chung một gốc gác cũng luôn vận động và phát triển không ngừng, đến nỗi diện mạo đã có nhiều đổi khác. Nhiều từ ngữ đích thực có nguồn gốc Hán Việt nhưng thực ra, sự phát sinh, tồn tại và sử dụng đã thoát li độc lập với Hán ngữ.
Trong mối quan hệ hai chiều giữa tiếng Hán và tiếng Việt, xuất phát từ cùng một gốc nhưng yếu tố ngôn ngữ đó, hoặc là đã biến đổi trong tiếng Việt nhưng còn được bảo lưu trong tiếng Hán (ví dụ số 1) hoặc là vẫn được bảo lưu trong tiếng Việt nhưng đã thay đổi trong tiếng Hán, hoặc là đã biến đổi trong cả hai ngôn ngữ khác với gốc ban đầu (ví dụ số 3).
Ví dụ số 1, từ Hán Việt mang sắc thái nghĩa mới, ví dụ 困難 phiên âm Hán Việt "khốn nạn" khác nghĩa hoàn toàn với nghĩa hiện đại trong tiếng Trung – khó khăn, ngoài ra không còn nghĩa khác. Thực tế là từ 困難 khi mới du nhập vào tiếng Việt vẫn mang sắc thái nghĩa "khó khăn" như trong tiếng Hán hiện đại ngày nay, chẳng hạn Tác phẩm Les Misérables bản dịch đầu tiên tại Việt Nam, xuất bản năm 1926 vẫn còn được dịch là "Những kẻ khốn nạn".
Ví dụ số 2, tiếng Việt dùng từ gốc Hán cũ tạo từ mới mà bản thân tiếng Hán không có, ví dụ từ "Dân số" Hán tự là 民數 dùng chỉ số lượng người dân, nhưng tiếng Hán không có từ này, để chỉ khái niệm tương đương, dùng 人數 (phiên âm Hán Việt "nhân số" – tiếng Việt rất hiếm hoặc không dùng) hoặc 人口 (phiên âm Hán Việt "nhân khẩu" – tiếng Việt cũng có dùng).
Ví dụ số 3, tiếng Việt và tiếng Hán dùng các từ vốn có khác nhau để chỉ cùng khái niệm mới xuất hiện. Ví dụ để biểu khái niệm "một tổ hợp các yếu tố tự nhiên và xã hội bao quanh bên ngoài của một hệ thống hoặc một cá thể, sự vật nào đó", tiếng việt dùng từ "môi trường" (媒場 – tiếng Hán không dùng từ này) tiếng Hán dùng từ 環境 (phiên âm Hán Việt là hoàn cảnh).
Trong mỗi quan hệ đa chiều giữa các ngôn ngữ cùng vay mượn tiếng Hán thể hiện sự giao thoa, vay mượn của các yếu tố có nguồn gốc Hán ngữ, qua lại ở các ngôn ngữ khác thông qua tiếng Hán, hoặc trực tiếp với nhau không thông qua tiếng Hán. Chẳng hạn, tiếng Nhật và tiếng Hàn cũng có sự sáng tạo trên nền Hán ngữ ở các khía cạnh như tiếng Việt nêu trên, rồi nhập ngược lại tiếng Hán, hoặc nhập sang ngôn ngữ khác. Ví dụ, người Nhật dùng từ 茶 và từ 道 sáng tạo ra khái niệm 茶道 (茶の湯 trà đạo) để biểu thị lề lối, văn hóa thưởng thức trà, sau đó du nhập ngược trở lại tiếng Hán, tiếng Việt lại tiếp tục vay mượn. Như vậy, từ này hình thức là một từ Hán Việt, nhưng thực ra lại có nguồn gốc Nhật Bản. Từ Thiếu tá (少佐) có ý nghĩa tương đương trong tiếng Nhật, nhưng bản thân tiếng Hán không có, mà dùng từ 少校 (phiên âm Hán Việt "Thiếu hiệu", cả tiếng Việt và tiếng Nhật không dùng từ này để chỉ ý nghĩa tương tự). Tiếng Hàn dùng chữ 기사 (Hán tự 技師 – phiên âm Hán Việt là "kỹ sư") cùng chỉ khái niệm tương đương "kỹ sư" trong tiếng Việt, trong khi tiếng Hán không dùng từ này mà dùng từ 工程師 (phiên âm Hán Việt: Công trình sư).